# Amtsgericht Fürstenberg (Westfalen)

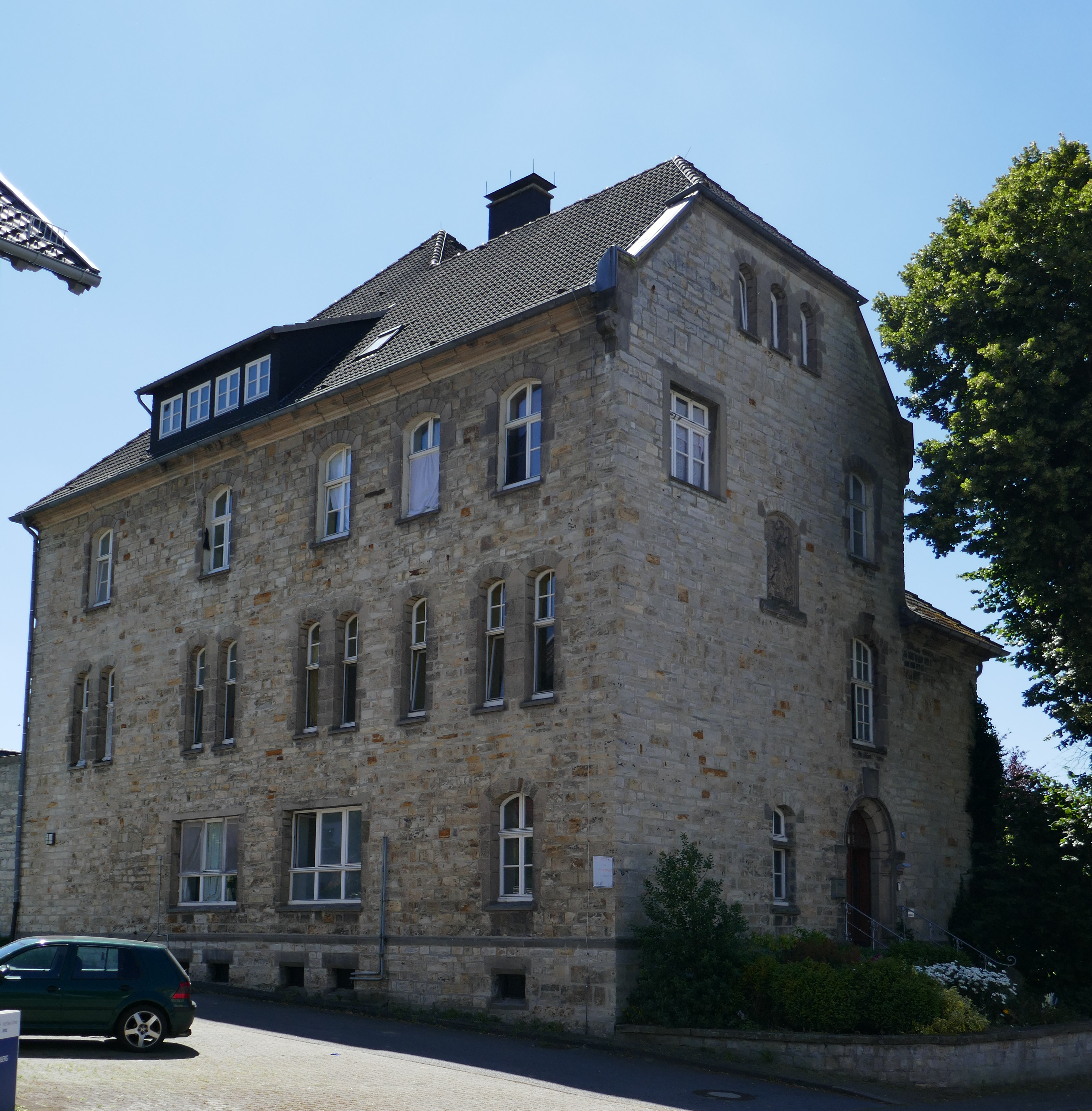
Amtsgerichtsgebäude

Das Amtsgericht Fürstenberg war von 1879 bis 1932 ein Amtsgericht mit Sitz in Fürstenberg (Westfalen).

## Geschichte
In Fürstenberg bestand von 1849 bis 1879 die Gerichtskommission Fürstenberg des Kreisgerichts Paderborn.
Im Rahmen der Reichsjustizgesetze wurden 1879 reichsweit einheitlich Oberlandes-, Land- und Amtsgerichte gebildet.
Das königlich preußische Amtsgericht Fürstenberg wurde mit Wirkung zum 1. Oktober 1879 als eines von 17 Amtsgerichten im Bezirk des Landgerichtes Paderborn im Bezirk des Oberlandesgericht Hamm gebildet. Der Sitz des Gerichts war die Stadt Fürstenberg.
Sein Gerichtsbezirk umfasste aus dem Kreis Büren das Amt Wünnenberg und aus dem Amt Atteln die Gemeindebezirke Dalheim-Blankenrode und Haaren.
Am Gericht bestand 1880 eine Richterstelle. Das Amtsgericht war damit ein kleines Amtsgericht im Landgerichtsbezirk.
In Folge der Weltwirtschaftskrise wurden 60 Amtsgerichte als Folge von Sparverordnungen aufgehoben. Mit der Verordnung über die Aufhebung von Amtsgerichten vom 30. Juli 1932 wurde das Amtsgericht Fürstenberg zum 30. September 1932 aufgehoben und sein Sprengel aufgeteilt. Die Landgemeinden Fürstenberg, Leiberg und die Stadt Wünnenberg wurden dem Amtsgericht Büren, die Landgemeinde Bleiwäsche dem Amtsgericht Brilon, die Landgemeinden Essentho, Meerhof und Oesdorf dem Amtsgericht Marsberg sowie die Landgemeinden Dalheim-Blankenrode und Haaren dem Amtsgericht Paderborn zugeordnet.

## Amtsgerichtsgebäude
Das 1892 erbaute ehemalige Amtsgericht (Poststraße 14) wird heute als Johannes-Even-Heim genutzt. Es steht unter Denkmalschutz.